# Open Bogotá 2022
L'Open Bogotá 2022, nome ufficiale Directv Open Bogotá per ragioni di sponsorizzazione, è stato un torneo maschile di tennis professionistico. È stata la 14ª edizione del torneo, facente parte della categoria Challenger 80 nell'ambito dell'ATP Challenger Tour 2022, con un montepremi di 53 120 $. Si è svolta dal 4 al 10 luglio 2022 sui campi in terra rossa del Carmel Club di Bogotà, in Colombia.

## Partecipanti

### Teste di serie
| Nazionalità | Giocatore             | Ranking* | Testa di serie |
| ----------- | --------------------- | -------- | -------------- |
| Argentina   | Facundo Mena          | 160      | 1              |
| Argentina   | Juan Pablo Ficovich   | 163      | 2              |
| Brasile     | Felipe Meligeni Alves | 197      | 3              |
| Argentina   | Francisco Comesaña    | 213      | 4              |
| Austria     | Gerald Melzer         | 247      | 5              |
| Cile        | Gonzalo Lama          | 263      | 6              |
| Serbia      | Miljan Zekić          | 276      | 8              |
| Argentina   | Gonzalo Villanueva    | 286      | 8              |
| Stati Uniti | Aleksandar Kovacevic  | 298      | 9              |

* Ranking al 27 giugno 2022.

### Altri partecipanti
I seguenti giocatori hanno ricevuto una wild card per il tabellone principale:
- Nicolás Buitrago
- Sergio Luis Hernández Ramírez
- Andrés Urrea

I seguenti giocatori sono passati dalle qualificazioni:
- Mateus Alves
- Arklon Huertas del Pino
- Ignacio Monzón
- Matías Zukas
- Blu Baker
- Naoki Nakagawa

Il seguente giocatore è entrato in tabellone come lucky loser:
- Sasi Kumar Mukund

## Campioni

### Singolare
Juan Pablo Ficovich ha sconfitto in finale  Gerald Melzer con il punteggio di 6–1, 6–2.

### Doppio
Nicolás Mejía /  Andrés Urrea hanno sconfitto in finale  Ignacio Monzón /  Gonzalo Villanueva con il punteggio di 6–3, 6–4.